# Липоворізька сільська рада
Липоворі́зька сільська́ ра́да — адміністративно-територіальна одиниця та орган місцевого самоврядування в Ніжинському районі Чернігівської області. Адміністративний центр — село Липів Ріг.

## Загальні відомості
Липоворізька сільська рада утворена у 1919 році.
- Територія ради: 26,415 км²
- Населення ради: 972 особи (станом на 2001 рік)

## Населені пункти
Сільській раді підпорядковані населені пункти:
- с. Липів Ріг

## Склад ради
Рада складалася з 14 депутатів та голови.
- Голова ради: Пелипканич Олексій Миколайович
- Секретар ради: Герасименко Тетяна Миколаївна

### Керівний склад попередніх скликань
| Прізвище, ім'я, по батькові    | Основні відомості                                                             | Дата обрання | Дата звільнення |
| ------------------------------ | ----------------------------------------------------------------------------- | ------------ | --------------- |
| Рудик Ганна Михайлівна         | Сільський голова, 1957 року народження, позапартійна                          | 26.03.2006   | 31.10.2010      |
| Пелипканич Олексій Миколайович | Сільський голова, 1961 року народження, освіта середня загальна, безпартійний | 31.10.2010   |                 |

Примітка: таблиця складена за даними сайту Верховної Ради України

### Депутати
За результатами місцевих виборів 2010 року депутатами ради стали:

#### За суб'єктами висування
| Суб'єкт висування           | Кількість обраних депутатів | %    |
| --------------------------- | --------------------------- | ---- |
| Самовисування               | 12                          | 85,7 |
| Комуністична партія України | 2                           | 14,3 |

#### За округами
| № округу                    | Прізвище, ім'я, по батькові    | Дата визнання обраним | Освіта  | Партійна приналежність                        | Відомості про обраного депутата                         |
| --------------------------- | ------------------------------ | --------------------- | ------- | --------------------------------------------- | ------------------------------------------------------- |
| Комуністична партія України |                                |                       |         |                                               |                                                         |
| 12                          | Паливода Юлія Олександрівна    | 02.11.2010            | середня | позапартійна                                  | Ніжинська центральна районна лікарня, медсестра         |
| 13                          | Пінчук Оксана Григорівна       | 02.11.2010            | середня | позапартійна                                  | магазин «Україна», м. Ніжин, продавець                  |
| Самовисування               |                                |                       |         |                                               |                                                         |
| 1                           | Кубрак Лідія Андріївна         | 02.11.2010            | вища    | член Комуністичної партії України             | Чернігівське обласне управління статистики, статист     |
| 2                           | Ульянченко Світлана Миколаївна | 02.11.2010            | середня | позапартійна                                  | ПП «У Дорофея», офіціант                                |
| 3                           | Скулевич Ніна Олексіївна       | 02.11.2010            | середня | позапартійна                                  | Ніжинське управління поштового зв'язку № 2, листоноша   |
| 4                           | Семенченко Анатолій Іванович   | 02.11.2010            | середня | позапартійний                                 | ПП «Конгрес», охоронець                                 |
| 5                           | Грушко Валентина Степанівна    | 02.11.2010            | середня | позапартійна                                  | відділення ВАТ «Укртелеком», оператор                   |
| 6                           | Пінчук Тетяна Іванівна         | 02.11.2010            | вища    | позапартійна                                  | Липоворізька загальноосвітня школа I-III ст., вчитель   |
| 7                           | Дупа Надія Анатоліївна         | 02.11.2010            | вища    | позапартійна                                  | Липівська сільська рада, головний бухгалтер             |
| 8                           | Охонько Оольга Петрівна        | 02.11.2010            | середня | позапартійна                                  | Липоворізька загальноосвітня школа I-III ст., охоронець |
| 9                           | Герасименко Тетяна Миколаївна  | 02.11.2010            | середня | член Всеукраїнського об'єднання «Батьківщина» | Липоворізька сільська рада, секретар                    |
| 10                          | Маленко Любов Іванівна         | 02.11.2010            | середня | позапартійна                                  | ЦТЗ № 2, листоноша                                      |
| 11                          | Сергієчко Любов Михайлівна     | 02.11.2010            | середня | член Всеукраїнського об'єднання «Батьківщина» | Вертіївське споживче товариство, продавець              |
| 14                          | Денисенко Ольга Іванівна       | 02.11.2010            | вища    | позапартійна                                  | пенсіонер                                               |